# فيليكس روسو
فيليكس روسو هو مؤرخ بلجيكي، ولد في 14 يناير 1887 في نامور في بلجيكا، وتوفي بنفس المكان في 7 سبتمبر 1981.